# آب‌شاهی
آب‌شاهی (به گویش محلی: اُوشِیی) یا نعیم‌آباد یکی از روستاهای قدیمی حومه یزد بوده که امروزه به دلیل گسترش شهر یزد به عنوان محله‌ای قدیمی و پرجمعیت در یزد شناخته می‌شود. این محله از سمت جنوب به کوی فیضیه و قاسم‌آباد، از شمال به خیابان آیت‌الله کاشانی و مهدی‌آباد و از غرب به اکبرآباد و از شرق به میدان شهدای محراب محدود می‌شود.

## وجه تسمیه
شهرت این محله به آب‌شاهی را از آن رو می‌دانند که شاه شجاع مظفری قناتی را از مهریجرد ایجاد کرد و به این منطقه آورد. از علل نامگذاری این محله به نام نعیم‌آبادنیز وجود باغستان‌های نعیم‌آباد در این منطقه در قرن نهم بوده که بعدها این نام آن بر روی کل منطقه گذاشته شده‌است.

## تاریخچه
بر اساس برخی منابع این محله قرن هشتم توسط شاه یحیی مظفری ایجاد شده‌است. اما بیشتر منابع ایجاد محله را منسوب به شاه شجاع مظفری می‌دانند که با ساخت و انتقال قناتی از مهریجرد به این منطقه در آن باغ لایستان را ایجاد کرد که در دوره‌های پس از او نیز مورد استفاده حکام یزد به عنوان مقر تابستانی قرار گرفت. امیر جلال‌الدین چقماق شامی تابستان‌ها در باغ لایستان ساکن بود و امرای او هرکدام در حوالی، باغات و عماراتی ساختند که اکنون اثری از آن باقی نمانده.
از دوره زندیه آب این قنات به چهار بخش تقسیم می‌شده که سه قسمت آن برای باغ دولت‌آباد بوده و یک بخش آن به خود آبشاهی داده می‌شده.

## مردم
مردم این محله به دلیل مجزا بودن این منطقه به عنوان روستای خارج از حصار شهر در دوره‌های مختلف تاریخی دارای فرهنگ مستقلی بوده‌است. نشانه‌های فرهنگ متفاوت ساکنان این محله در گویش و پوشش اهالی قدیمی آن مشهود است.
بیشتر ساکنان این محله زرتشتی بودند که به مرور زمان از تعدادشان کاسته شده. در گذشته سه آتشکده در این محله وجود داشته که اثری از آن‌ها بر جای نیست.

## وضعیت کنونی
بسیاری از آثار تاریخی، بناهای شاخص و باغ‌های ارزشمند این محله در سال‌های اخیر به دلیل ساخت و سازها و ایجاد خیابان‌های نامناسب از میان رفته‌اند.

## مکان‌های شاخص
- آب‌انبار نجم‌آباد
- آب‌انبار عسگریه
- حمام شاهزاده نعیم‌آباد
- حسینیه بزرگ نعیم‌آباد
- مسجد شاهزاده نعیم‌آباد